# Бауза, Агостино
Агостино (Антонио Винченцо Джузеппе) Бауза (итал. Agostino (Antonio Vincenzio Giuseppe) Bausa; 25 февраля 1821, Флоренция, Великое герцогство Тосканское — 15 апреля 1899, Флоренция, королевство Италия) — итальянский куриальный кардинал, доминиканец. Магистр Священного дворца с 17 января 1882 по 11 февраля 1889. Архиепископ Флоренции с 11 февраля 1889 по 15 апреля 1899. Кардинал-дьякон с 23 мая 1887, с титулярной диаконией Санта-Мария-ин-Домника с 26 мая 1887 по 14 февраля 1889. Кардинал-священник с титулом церкви Санта-Сабина с 14 февраля 1889.